# 希米奇·尤迪特
希米奇·尤迪特（匈牙利語：Simics Judit，1967年9月28日—），匈牙利女子手球运动员。她曾代表匈牙利国家队参加2000年夏季奥林匹克运动会手球比赛，获得一枚银牌。